# Iulian Carabela
Iulian Carabela (sinh ngày 11 tháng 4 năm 1996) là một cầu thủ bóng đá người România thi đấu ở vị trí hậu vệ cho Poli Timișoara, theo dạng cho mượn từ Juventus Bucureşti.